# Karlovice (okres Semily)
Obec Karlovice se nachází v Libereckém kraji v okrese Semily, zhruba pět kilometrů od Turnova směrem na jihovýchod po silnici I/35. Žije zde 904 obyvatel.

## Historie obce
Karlovice se nacházejí na území bývalé vsi Přáslavice, jejíž historie sahá až do knížecích dob. Šlechta se však v patnáctém století postarala o její zánik. Místní kostel sv. Jiří pochází ze čtrnáctého století. První písemná známka o obci Karlovice je z roku 1543. Vesnice střídavě podléhala vlivu panství Valdštejnů a Hrubá Skála. Významným impulsem pro rozvoj oblasti bylo otevření Lázní Sedmihorek v roce 1842.
Kronika Karlovic sahá až do roku 1800 a z velké části je přístupná na webových stránkách obce.
V roce 2002 vyhrály Karlovice krajské kolo soutěže Vesnice roku.

## Části obce
Správní území Karlovic se dělí na pět osad:
- Karlovice
- Radvánovice
- Roudný
- Sedmihorky
- Svatoňovice

## Doprava
Obcí prochází železniční trať Hradec Králové - Jičín - Turnov se zastávkou Karlovice-Sedmihorky a stanicí Hrubá Skála, která leží v Radvánovicích, slouží však i sousední Hrubé Skále. V současnosti (2011) zde zastavují všechny spoje.
Souběžně s drahou vede silnice I/35. V pracovní dny po ní jezdí místní autobusy z Turnova do Jičína a dalších obcí Podtrosecka. O letních víkendech jsou v provozu turistické autobusy.

## Pamětihodnosti
- Kostel svatého Jiří, obklopený památnými stromy (Přáslavické duby a jírovec)
- Pískovcová socha sv. Jana Nepomuckého
- Alej Sedmihorky
- Lázně Sedmihorky
- Autocamp Sedmihorky s památným dubem a přírodní rezervací Bažantník
- Roudenský rybník